# Pontalinda
Pontalinda là một đô thị ở bang São Paulo của Brasil. Đô thị này nằm ở vĩ độ 20º26'27" độ vĩ nam và kinh độ 50º31'24" độ vĩ tây, trên khu vực có độ cao 435 m. Dân số năm 2004 ước tính là 3.741 người. Đô thị này có diện tích 210,98 km². 

## Thông tin nhân khẩu
Dữ liệu dân số theo điều tra dân số năm 2000
Tổng dân số: 3.539
- Thành thị: 2.682
- Nông thôn: 857
- Nam giới: 1.845
- Nữ giới: 1.694

Mật độ dân số (người/km²): 16,83
Tỷ lệ tử vong trẻ sơ sinh dưới 1 tuổi (trên một triệu người): 18,64
Tuổi thọ bình quân (tuổi): 69,80
Tỷ lệ sinh (số trẻ trên mỗi bà mẹ): 2,07
Tỷ lệ biết đọc biết viết: 81,96%
Chỉ số phát triển con người (HDI-M): 0,731
- Chỉ số phát triển con người - Thu nhập: 0,626
- Chỉ số phát triển con người - Tuổi thọ: 0,747
- Chỉ số phát triển con người - Giáo dục: 0,819

(Nguồn: IPEADATA)